# 友好街道 (鞍山市)
友好街道，是中华人民共和国辽宁省鞍山市立山区下辖的一个乡镇级行政单位。

## 行政区划
友好街道下辖以下地区：
光明社区、团结社区、永安社区、商行社区、友好社区、科研社区、三冶社区、华昌社区、通山社区、华强社区和环山社区。